# Calhoun (Kentucky)
Calhoun es una ciudad ubicada en el condado de McLean en el estado estadounidense de Kentucky. En el Censo de 2010 tenía una población de 763 habitantes y una densidad poblacional de 439,7 personas por km².

## Geografía
Calhoun se encuentra ubicada en las coordenadas 37°32′27″N 87°15′33″O / 37.54083, -87.25917. Según la Oficina del Censo de los Estados Unidos, Calhoun tiene una superficie total de 1.74 km², de la cual 1.69 km² corresponden a tierra firme y (2.39%) 0.04 km² es agua.

## Demografía
Según el censo de 2010, había 763 personas residiendo en Calhoun. La densidad de población era de 439,7 hab./km². De los 763 habitantes, Calhoun estaba compuesto por el 98.82% blancos, el 0% eran afroamericanos, el 0.52% eran amerindios, el 0% eran asiáticos, el 0% eran isleños del Pacífico, el 0% eran de otras razas y el 0.66% pertenecían a dos o más razas. Del total de la población el 0.26% eran hispanos o latinos de cualquier raza.